# Bázisnyelv
A bázisnyelv a szociolingvisztikában azt a dialektust jelenti, amelyik egy adott beszédesemény során mintegy „hordozza” a hozzákapcsolódó nyelvváltozato(ka)t (csoportnyelvet vagy regisztert), amelyek egyébként teljes nyelvtani rendszerrel nem rendelkeznek, ilyen módon tehát önmagukban nem volnának beszélhetők.
A bázisnyelv nem azonos az alapnyelvvel.